# سرچ: دبلیودبلیودبلیو
سرچ: دبلیودبلیودبلیو (کره‌ای: 검색어를 입력하세요 WWW) یک مجموعهٔ تلویزیونی کره جنوبی سال ۲۰۱۹ با بازی ایم سو جونگ، لی دا هی، جون هه جین، جانگ کی یونگ و لی جه ووک است. این مجموعه از ۵ ژوئن تا ۲۵ ژوئیه ۲۰۱۹ از تی‌وی‌ان پخش شد.